# Biser
Biser (Bulgaars: Бисер) is een dorp in het zuiden van Bulgarije. Het dorp is gelegen in de gemeente Charmanli, oblast Chaskovo. Het dorp ligt hemelsbreed op 36 km van de stad Chaskovo en 237 kilometer ten zuidoosten van Sofia.

## Bevolking
Het dorp telde in 2019 zo'n 714 inwoners, een daling vergeleken met het maximum van 1.896 inwoners in 1946.
|  |

De grootste bevolkingsgroep in het dorp Biser vormden de etnische Bulgaren. In februari 2011 identificeerden 810 personen zichzelf als etnische Bulgaren, oftewel 96,4% van alle definieerbare respondenten. De grootste minderheid vormden de Bulgaarse Turken (27 personen; 3,2%).
| Etnische samenstelling van de respondenten (2011) | Etnische samenstelling van de respondenten (2011) | Etnische samenstelling van de respondenten (2011) | Etnische samenstelling van de respondenten (2011) | Etnische samenstelling van de respondenten (2011) |
| ------------------------------------------------- | ------------------------------------------------- | ------------------------------------------------- | ------------------------------------------------- | ------------------------------------------------- |
|                                                   |                                                   |                                                   |                                                   |                                                   |
| Bulgaren                                          | Bulgaren                                          |                                                   | 96,4%                                             | 96,4%                                             |
| Turken                                            | Turken                                            |                                                   | 3,2%                                              | 3,2%                                              |
| Roma                                              | Roma                                              |                                                   | 0,0%                                              | 0,0%                                              |
| Anders/Onbekend                                   | Anders/Onbekend                                   |                                                   | 0,4%                                              | 0,4%                                              |